# Chemnitz (região)
Chemnitz é uma região administrativa (Regierungsbezirke) da Alemanha. Sua capital é a cidade de Chemnitz.

## Subdivisões administrativas
A partir de 1 de agosto de 2008, após a reforma dos distritos da Saxônia, a região de Chemnitz passou a ser dividida em 4 distritos (kreise) e uma cidade independente (Kreisfreie Städte), que não pertence a nenhum distrito.
- kreise (distritos):

1. Erzgebirgskreis
2. Mittelsachsen
3. Vogtlandkreis
4. Zwickau

- Kreisfreie Städte (cidades independentes):

1. Chemnitz

Os seguintes distritos deixaram de existir após a reforma distrital: Annaberg, Aue-Schwarzenberg, Chemnitzer Land, Freiberg, Mittlerer Erzgebirgskreis, Mittweida, Stollberg e  Zwickauer Land, além das cidades de Plauen e Zwickau que perderam o status de cidade independente e passaram a pertencer aos distritos de Vogtlandkreis e Zwickau, respectivamente.